# Orx
Orx är en kommun i departementet Landes i regionen Nouvelle-Aquitaine i sydvästra Frankrike. Kommunen ligger i kantonen Saint-Vincent-de-Tyrosse som tillhör arrondissementet Dax. År 2022 hade Orx 650 invånare.

## Befolkningsutveckling
Antalet invånare i kommunen Orx
Referens:INSEE